# (85511) Celnik
(85511) Celnik est un astéroïde de la ceinture principale.

## Description
(85511) Celnik est un astéroïde de la ceinture principale. Il fut découvert le 30 octobre 1997 à Solingen par Bernd Koch. Il présente une orbite caractérisée par un demi-grand axe de 2,43 UA, une excentricité de 0,21 et une inclinaison de 2,4° par rapport à l'écliptique.

## Compléments